# Joseph L. Lewin
Joseph L. Lewin var en engelsk mimiker.
Lewin var født i London, England i midten af den sidste del af 1700-tallet. Han var ortodoks jøde. Han optræder på Covent Garden, London, England i 1802, og i Hamborg, Tyskland i 1815, en by som han længe brugte som udgangspunkt for sine rejser. Han kommer til København  og Joachim Pettolettis Blaagaard Theater på Nørrebro i 1828. Året efter bryder han med Pettoletti og arbejder hos Pricerne på Morskabstheatret på Vesterbro. 27. oktober 1830 gifter to af de unge Pricer, Adolph (1805-1890) og James Price (1801-1865), sig med to af hans tre døtre, på trods af hans modstand. Så han forlader Pricerne og drager ud i Europa. Han er sidste gang registreret i Weimar, Tyskland i 1832, hvor han er omtalt med en pantomimetrup. Derefter forsvinder sporet af ham. 
Joseph L. Lewin var forfatter til pantomimestykkene Harlekin fristet af Gratierne, Guldnøglenog  Den grønne Djævel.
Joseph L. Lewin var gift med Juliette Rosette, født Moon eller Maan (1794-1. februar 1863 i København), og de var forældre til Flora og Rosa Lewin Price. Hun blev begravet 7. februar 1863 på Assistens Kirkegård i København og må altså ligesom sine døtre være konverteret til kristendommen. 